# 長野県道178号美ヶ原和田線
長野県道178号美ヶ原和田線（ながのけんどう178ごう うつくしがはらわだせん）は美ヶ原と長野県小県郡長和町和田を結ぶ一般県道である。

## 概要

### 路線データ
- 起点：美ヶ原
- 終点：小県郡長和町和田（国道142号交点）

## 交差する道路
- 長野県道464号美ヶ原公園西内線
- 長野県道460号美ヶ原公園東餅屋線
- 国道142号

## 周辺
- 夜の池
- 長和町和田庁舎